# Clara (Tacuarembó)
Clara é uma localidade uruguaia do departamento de Tacuarembó, na zona central do departamento. Está situada a 62 km da cidade de Tacuarembó, capital do departamento.

## Toponímia
O nome da localidade vem do Arroyo Clara. 

## População
Segundo o censo de 2011 a localidade contava com uma população de 160 habitantes.
| Variação demográfica do município entre 2004 e 2011 |
|                                                     |

## Geografia
Clara se situa próxima das seguintes localidades: ao norte, Montevideo Chico, a oeste, Piedra Sola, ao sul, San Gregorio de Polanco e ao sudeste, Rincón de Pereira .

## Autoridades
A localidade é subordinada diretamente ao departamento de Tacuarembó, não sendo parte de nenhum município tacuaremboense.

## Religião
A localidade possui uma capela "Santa Clara", subordinada à paróquia "Nossa Senhora do Carmo" (cidade de San Gregorio de Polanco), pertencente à Diocese de Tacuarembó

## Transporte
A localidade possui a seguinte rodovia:
- Ruta 59, que liga o cruzamento com a Ruta 43 (Departamento de Tacuarembó) com a cidade de Paso Bonilla. [9][10][11]